# Olavi Laurila
Olavi Laurila, född 29 december 1940, är en finländsk bågskytt. Han deltog vid olympiska sommarspelen 1972.